# Língua tiipai
Tiipai (Tipay) é uma língua indígena falada por um número de Kumeyaay (Kumiai) tribos no norte da Baixa Califórnia e sul de San Diego, Califórnia, Estados Unidos. Também é conhecido como Diegueño do Sul. Leanne (1994: 28) forneceu uma "estimativa conservadora" de 200 falantes de Tipai no início dos anos 90; o número de falantes diminuiu constantemente desde então.
Tipai pertence à família das línguas Yuman e ao ramo Delta-Califórnia dessa família. No passado, Tipai e seus vizinhos do norte, língua kumeyaay e língua ipai, foram considerados dialetos de uma única língua chamada Diegueño, mas linguistas agora reconhecem que eles representam pelo menos três línguas distintas (para discussão, ver Margaret Langdon 1990). Tipai em si não é uma variedade de fala uniforme, e alguns sugerem que pode ser possível reconhecer múltiplos idiomas dentro de Tipai (Laylander 1985: 33; Marianne Mithun 1999: 577).
A documentação publicada da língua Tipai inclui uma gramática descritiva (Miller 2001), um dicionário comparativo (Miller e Langdon 2008), uma lista de palavras (Meza e Meyer 2008) e textos (Hinton 1976, Hinton 1978, ver também Miller 2001: 331 -348).

## Fonologia

### Consoantes
|             | Bilabial | Dental | Alveolar | Pós- alveolar | Lateral | Lateral | Palatal | Velar | Velar | Glotal |
| nor.        | Bilabial | Dental | Alveolar | Pós- alveolar | pal.    | nor.    | Palatal | lab.  |       | Glotal |
| ----------- | -------- | ------ | -------- | ------------- | ------- | ------- | ------- | ----- | ----- | ------ |
| Oclusiva    | p        | t̪      | t        |               |         |         |         | k     | kʷ    | ʔ      |
| Fricativa   |          | s      |          | ʃ             | ɬ       | ɬʲ      |         | x     | xʷ    |        |
| Africada    |          |        |          | tʃ            |         |         |         |       |       |        |
| Nasal       | m        | n      |          |               |         |         | nʲ      |       |       |        |
| Vibrante    |          |        | r        |               |         |         |         |       |       |        |
| Aproximante | w        |        |          |               | l       | lʲ      | j       |       |       |        |

### Vogais
|         | Anterior | Central | Posterior |
| ------- | -------- | ------- | --------- |
| Fechada | i iː     |         | u uː      |
| Média   |          | ə       |           |
| Aberta  |          | a aː    |           |

## Ligações eeternas
- Jamul Tiipay basic lexicon at the Global Lexicostatistical Database
- Jamul Tiipay in The World Atlas of Language Structures - Online version
- Tiipai em Ethnologue
- Tiipai em Glottolog
- Tiipai em wals.info/langoid
- Tiipai em Omniglot.com